# OpenOffice.org Draw
OpenOffice.org Draw（又稱Draw,OpenOffice Draw，OpenOffice 繪圖或OO.o 繪圖）是一個向量繪圖軟體，它是OpenOffice.org辦公軟體套裝的一部份。它的特色在於多樣的「接頭」形狀，可以用在多種不同的線條上，方便建築繪圖，以及流程圖上，與Microsoft Visio以及CorelDRAW等向量繪圖軟體功能類似，OpenOffice.org Draw也有若干桌上排版（DTP）軟體（如Microsoft Publisher以及Adobe InDesign）的特性，因此亦可以用來進行簡單的印刷品排版編輯與設計。
OpenOffice.org的使用者也可安裝開放美工圖庫，這是一個巨大的畫廊，含有旗標、標誌、橫額，可用於一般簡報和製圖。Linux的Debian和Ubuntu已內含開放美工圖庫。

## SVG支援
對於SVG格式的崛起，OpenOffice.org Draw對於SVG的匯入及匯出已變得日益重要。目前的OpenOffice.org正式支援輸出SVG格式，但仍有一些限制要解決。
SVG的匯入濾波器仍在深入發展，它需要安裝Java Runtime Environment。在SVG的匯入濾波器逐漸成熟的同時，使用者將能夠使用OpenOffice.org Draw編輯大量來自開放美工圖庫的SVG圖片，而不是只能編輯點陣圖、或者只能用其他的SVG編輯器（如Inkscape）而已。